# Kitaakita
Kitaakita (北秋田市?) è una città giapponese della prefettura di Akita.